# Operatie Veritable

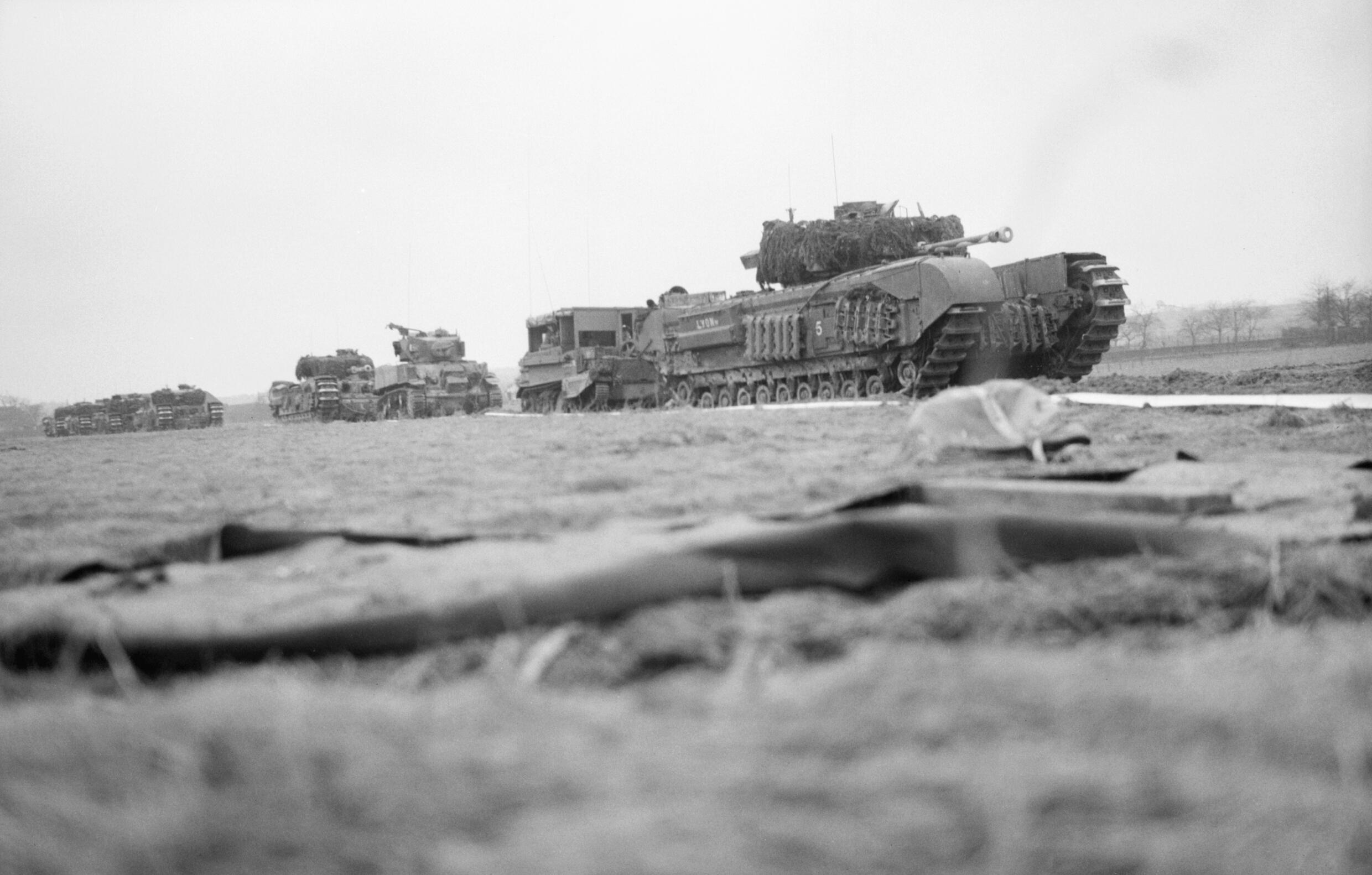
Colonne tanks tijdens het begin van Operatie Veritable, 8 februari 1945

Operatie Veritable, ook bekend als de Slag om het Reichswald, was een militaire operatie van de Britse 21e Legergroep onder leiding van veldmaarschalk Bernard Montgomery tijdens de Tweede Wereldoorlog. Het was de noordelijke helft van een tangbeweging om het gebied tussen de Roer en de Rijn te bevrijden. De operatie vond plaats tussen 8 februari en 11 maart 1945. De geallieerden verloren hierbij 23.000 manschappen. De Duitsers hadden 38.000 doden en gewonden te betreuren en er werden nog eens 52.000 Duitsers krijgsgevangen gemaakt.

## Achtergrond
De geallieerde opperbevelhebber generaal Dwight Eisenhower had besloten dat het relatief vlakke Noord-Europa de beste route naar Duitsland was. Dit betekende dat geallieerde troepen over de gehele breedte langs de gehele Rijn moesten oprukken.
De voorbereiding van deze operatie was vertraagd door de splitsing van troepen om de Duitse aanval in de slag om de Ardennen te stoppen.

## Doelstelling
De 21e Legergroep bestond op dat moment uit het Britse 2e Leger (o.l.v. luitenant-generaal Miles Dempsey), het Canadese 1e Leger (o.l.v. generaal Harry Crerar) en het Amerikaanse 9e Leger (o.l.v. luitenant-generaal William H. Simpson). Terwijl het Britse tweede leger de noordelijke flank zou verdedigen, zou het versterkte Canadese eerste leger doorstoten door het Reichswald naar de Rijn. Het Amerikaanse 9e Leger zou Operatie Grenade uitvoeren, de zuidelijke helft van de tangbeweging.

## Terrein
Het Reichswald is een bos in de Duits-Nederlandse grensstreek ten oosten van Nijmegen tussen de Rijn en de Maas. Op het moment dat de operatie uitgevoerd werd, was door dooi de grond zacht geworden, en daardoor amper geschikt voor voertuigen.

## Het gevecht
Operatie Veritable begon op 8 februari 1945. De daaropvolgende twee dagen bliezen de Duitsers stuwdammen op in de Roer en de Urft, waardoor de Roer stroomafwaarts ongeveer twee weken lang buiten zijn oevers trad en op sommige plekken ruim 2 kilometer breed werd.
Het Britse tweede en Canadese eerste leger konden door hevige gevechten voortuitgang boeken op een smalle strook land tussen de Maas en de Waal ten oosten van Nijmegen. Maar het Amerikaanse negende kon niet verder totdat het water zich teruggetrokken had. De Canadezen wonnen in de tussentijd de strijd in het Reichswald.
Tijdens de twee weken dat de rivier overstroomd was, wilde Hitler niet toestaan dat veldmaarschalk Gerd von Rundstedt zich achter de Rijn zou terugtrekken. Het zou immers alleen maar uitstel betekenen van een onvermijdelijk gevecht.
Op 23 februari had het water zich zover teruggetrokken dat het Amerikaanse negende leger de Roer kon oversteken. Tevens waren andere geallieerde troepen de westoever van de Rijn genaderd. Het leger van Von Rundstedt werd vervolgens verslagen en 52.000 Duitse soldaten werden gevangengenomen.

## Nasleep
Operatie Veritable had als resultaat dat het front was verlegd naar de Rijn. Met de geallieerde operatie Plunder werd op 24 maart de Rijn overgestoken. Op 25 maart 1945 volgde na zware bombardementen de bevrijding van de buitenlandse dwangarbeiders in Kamp Rees.
Na het gevecht schreef de 34e gepantserde brigade een evaluatierapport over het eigen gedeelte van het gevecht in het bos.

## Afbeeldingen

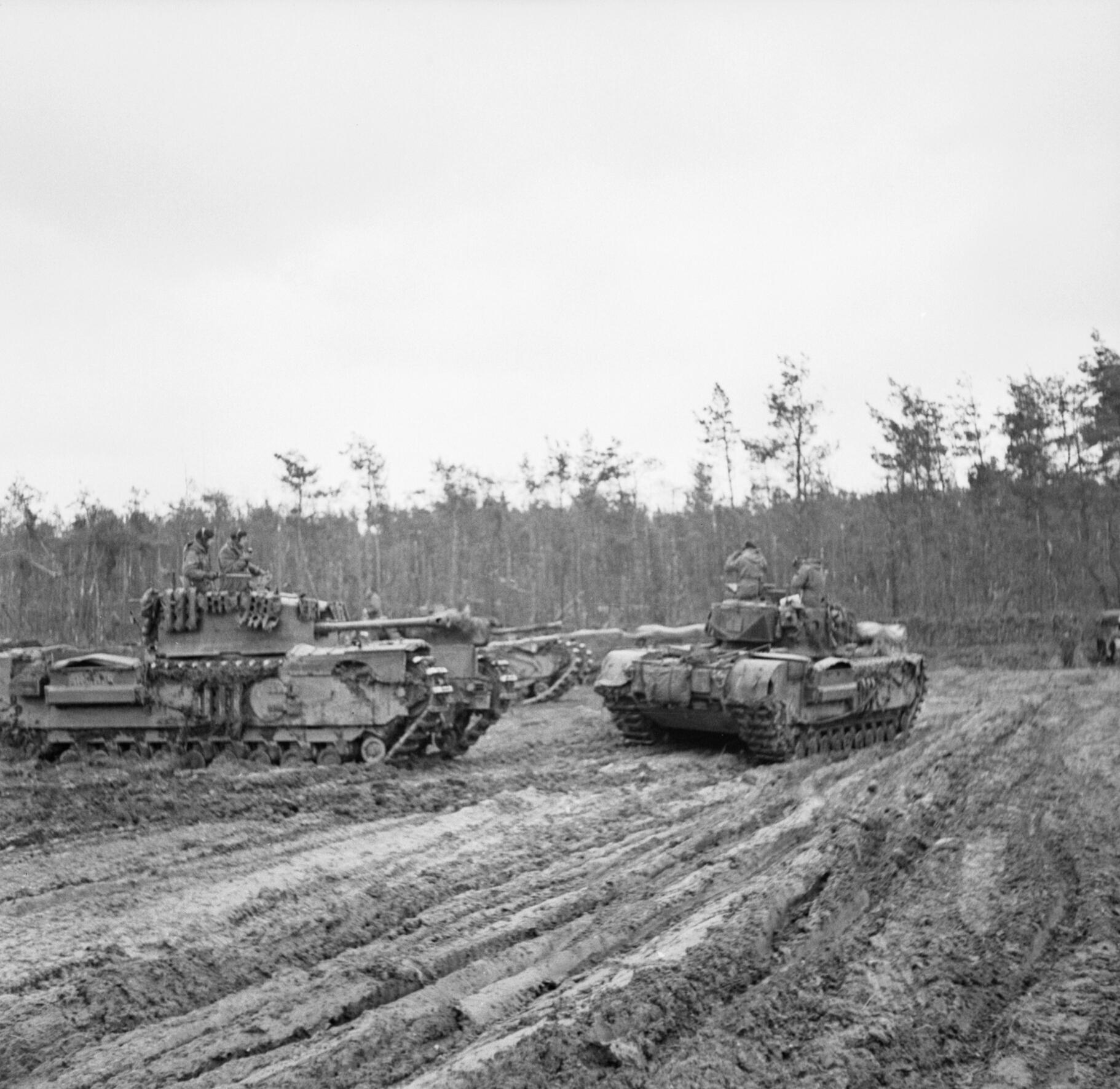
Geallieerde tanks bij het begin van de slag om het Reichswald, 9 februari 1945
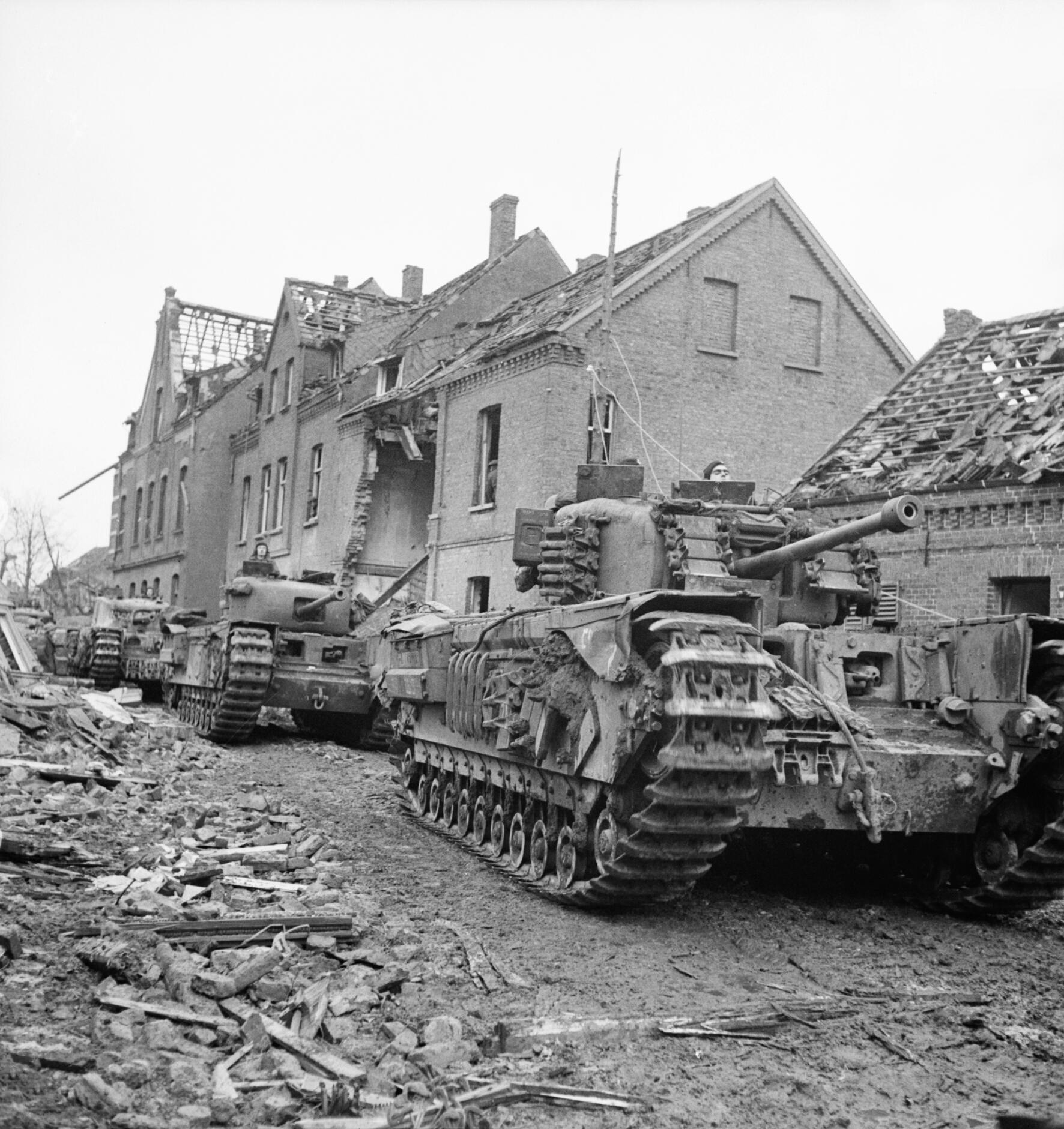
Churchill-tank in het zwaar verwoeste Kleef, 12 februari 1945
- Groesbeek herdenkt Operation Veritable, 2018